# Chauvinelia biscayensis
Chauvinelia biscayensis är en ringmaskart som beskrevs av Laubier 1974. Chauvinelia biscayensis ingår i släktet Chauvinelia och familjen Acrocirridae. Inga underarter finns listade i Catalogue of Life.